# 天白遺跡
座標: 北緯34度36分39秒 東経136度26分20秒 / 北緯34.61083度 東経136.43889度
天白遺跡（てんぱくいせき）は、三重県松阪市嬉野釜生田町にある、縄文時代の祭祀遺跡である。2000年（平成12年）4月11日に国の史跡に指定され、出土品は2023年（令和5年）6月27日に国の重要文化財に指定されている。

## 概要
縄文時代後期後半を中心とした墓域群ないし祭祀場跡であり、面積は14,226平方メートルである。縄文時代後期中葉〜晩期初頭の配石遺構30基、埋設土器26基、焼土30基が確認されている。

## 主な遺物
- 縄文土器（深鉢、浅鉢、壺、注口土器、皿状、高坏状、釣り手土器、ミニチュア土器など）
- 土偶
- 勾玉
- 石器
- 石製品
- 骨片
- 辰砂原石